# Nisrin Erradi
Nisrin Erradi, née le 6 août 1989 à Rabat, est une actrice marocaine.

## Biographie
Nisrin Erradi naît à Rabat, en août 1989. Elle y grandit et y effectue ses études. Elle participe à un groupe de théâtre pendant ses études scolaires, avant d'obtenir le baccalauréat, puis elle rejoint l'Institut supérieur d'art dramatique et d'animation culturelle de Rabat (ISADAC)  avant d'en sortir et de commencer à apparaître dans certains courts métrages. Avant même d'obtenir son diplôme de cet Institut supérieur d'Art dramatique, elle obtient des rôles dans quelques films et apparaît sur la scène théâtrale au Maroc.
Elle apparaît dans des courts métrages, des téléfilms, des longs métrages (notamment Les Ailes de l'amour réalisé par Abdelhai Larakil, ou Malak d’Abdeslam Kelai), ainsi que des séries télévisées,.
À la fin des années 2010, elle obtient un des rôles principaux dans le film Al Jahiliya de Hicham Lasri, sorti en 2018, puis dans Adam, réalisé par Maryam Touzani et sorti en 2019, qui raconte l'histoire de mères célibataires au Maroc, et qui a concouru pour Un certain regard au Festival de Cannes 2019. À la suite de ce film, elle est nommée parmi les « Révélations » pour les César du meilleur espoir féminin.
En 2024, Nisrin Erradi, est à l’affiche du film Everybody loves Touda de Nabil Ayouch présenté au festival du film de Marrakech, au festival de Cannes et sorti en salle. Son interprétation y est remarquée. Le film est choisi pour représenter le Maroc aux Oscars 2025 .

## Filmographie

### Cinéma

#### Longs métrages
- 2011 : Les Ailes de l'amour d'Abdelhai Laraki : Keltoum
- 2012 : Malak d'Abdeslam Kelai
- 2017 : Hayat de Raoof El-Sabbahi : Titrite
- 2017 : Prendre le large de Gaël Morel : Karima
- 2018 : Jahilya de Hicham Lasri :  Hind
- 2019 : Les Égarés de Saïd Khallaf : Naïma
- 2019 : Les Portes du ciel de Mourad El Khaoudi : Naïma
- 2019 : Adam de Maryam Touzani : Samyah
- 2019 : Les Femmes du Pavillon J de Mohamed Nadif : Fatima
- 2022 : Fatema, la sultane inoubliable de Mohamed Abderrahman Tazi : l'amie de Fatema
- 2022 : Reines (Queens) de Yasmine Benkiran : Zineb
- 2022 : Poissons Rouges d'Abdeslam Kelai : Houda
- 2023 : L'Oasis des eaux gelées de Raouf Sebbahi :
- 2024 : La Mer au loin de Saïd Hamich : Hanane
- 2024 : Everybody Loves Touda de Nabil Ayouch : Touda

#### Courts métrages
- 2011 : Drari de Kamal Lazraq : Sanaa
- 2014 : Pions de Mehdi El Idrissi : la prisonnière
- 2014 : Echo d'Aniss Elkohen : l'épouse
- 2016 : Hyménée de Violaine Bellet : la femme
- 2021 : Aïcha de Zakaria Nouri : Aïcha

- 2021 : Le Chemin des rochers de Driss Alami Sawab : Aïcha

### Télévision

#### Séries télévisées
- 2014 : Zina
- 2015-2017 : Dar el ghezlane
- 2018 : Ain el haq : Najia (en 2018)
- 2019 : Al Madi La Yamout : Sofia El Ghali
- 2020 : Almastor d'Ahmed Medhat (mini-série)
- 2020 : Dahaya halal
- 2022 : Layali alhay alkadim de Mohamed Chrif Tribak (mini-série)
- 2023 : Cœurs noirs : Salwa